# コリ・カーター
コリ・カーター（Kori Carter、1992年6月3日 - ）は、アメリカ合衆国の陸上競技選手。2017年世界陸上競技選手権大会400mハードル金メダリスト。

## 経歴
カリフォルニア州クレアモントにあるクレアモント高校に在学中の2008年に300mハードルで優勝。
その後ナイキが後援しているオール・アメリカンに所属。CAA女子アウトドアトラックアンドフィールドチャンピオンシップで400mハードルの大学記録タイム53.21で優勝した。この記録はオリンピック金メダリストのマリー＝ジョゼ・ペレクと並んだ。

## 自己ベスト記録
- 100m:11.57秒（2011年カリフォルニア州バークレー）
- 100mハードル:12.76秒（2013年ロサンゼルス）
- 400 m ハードル:52.95秒 (2017年サクラメント)